# Roncourt
Roncourt település Franciaországban, Moselle megyében. Lakosainak száma 1048 fő (2022. január 1.). Roncourt Amnéville, Bronvaux, Fèves, Marange-Silvange, Montois-la-Montagne, Sainte-Marie-aux-Chênes és Saint-Privat-la-Montagne községekkel határos.

## Népesség
A település népessége az elmúlt években az alábbi módon változott:
| Lakosok száma | 730  | 751  | 827  | 702  | 969  | 992  | 1003 | 1018 | 1029 | 1048 |
|               | 1968 | 1982 | 1990 | 2006 | 2013 | 2015 | 2017 | 2019 | 2020 | 2022 |